# Земфіра Мефтахетдінова
Земфіра Мефтахетдінова (тат. Зимфирә Гали кызы Мифтахетдинова, трансліт. Zimfirä Ğäli qızı Miftaxetdineva, азерб. Zemfira Əli qızı Meftahətdinova; нар. 28 травня 1963, Баку, СРСР) — радянська та азербайджанська спортсменка (стрілець), олімпійська чемпіонка, дворазова чемпіонка світу, триразова чемпіонка Європи. Закінчила Азербайджанський державний інститут фізкультури.
Є Олімпійською чемпіонкою 2000 року, бронзовою призеркою Олімпіади 2004 року, чемпіонкою світу 1995 і 2001 рр., чемпіонкою Європи 1986, 1987 і 1988 рр. в командному заліку, срібною призеркою 1986 і 1988 рр, бронзовою — 1987 і 1990 років особисто, срібною призеркою чемпіонату світу 1986 року в командному заліку. Бронзова призерка чемпіонату СРСР 1986 року. Виступала за клуб «Динамо» Баку. 
Є першим спортсменом незалежного Азербайджану, який завоював олімпійське золото і першою жінкою, яка представляє незалежний Азербайджан, яка виграла олімпійську медаль.
Мефтахетдінова — поліцейська і вчитель спорту , вона говорить трьома мовами. У листопаді 2002 року вона отримала стипендію від програми Олімпійської солідарності.
У 2015 році вона була призначена головою Атлетичного товариства Міністерства внутрішніх справ. 

## Кар'єра
Земфіра Мефтахетдінова народилася 28 травня 1963 року, як і її батьки, в Баку. Ще навчаючись в школі № 225, розташованій на проспекті Наріманова, займалася спортивною гімнастикою. Потім, переїхавши в 8-й мікрорайон, де поруч з будинком було стрільбище, стала ходити туди з дівчатами. Заняття стрільбою сподобалися Земфірі і вона стала займатися цим видом спорту .
У 1993 році Мефтахетдінова стала чемпіонкою Європи, а в 1995 році — чемпіонкою світу. У березні 1995 року за високі досягнення на міжнародних змаганнях, а також за заслуги в розвитку азербайджанського спорту Земфіра Мефтахетдінова була нагороджена медаллю «Тереггі (Прогрес)» .

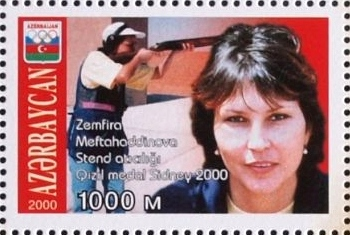
Земфіра Мефтахетдінова нa Олімпіаді 2000 р. Поштова марка Азербайджану

На Олімпійських іграх 2000 року в Сіднеї завоювала першу золоту медаль для збірної Азербайджану зі стендової стрільби, з результатом 73 + 25. У жовтні 2000 року за високі досягнення на XXVII літніх Олімпійських іграх в Сіднеї, а також за заслуги в розвитку азербайджанського спорту Земфіра Мефтахетдінова була нагороджена орденом «Шохрет (Слави)» .
На Олімпійських іграх 2004 року в Афінах посіла третє місце зі стендової стрільби, з результатом 71 + 22. У вересні 2004 року указом президента Азербайджану була нагороджена медаллю «Тереггі (Прогрес)».
Брала участь Земфіра також на Олімпійських іграх 2008 року в Пекіні , де зайняла 15-е місце зі стендової стрільби, вразивши 63 мішені.
У 2017 році за заслуги в розвитку фізичної культури і спорту в Азербайджані Земфіра Мефтахатдінова була удостоєна почесного звання «Заслужений діяч фізичної культури і спорту Азербайджану» .

## Виступи на Олімпійських іграх
| Олімпіада   | Дисципліна | Місце |
| ----------- | ---------- | ----- |
| Сідней 2000 | скит       | 1     |
| Афіни 2004  | скит       | 3     |
| Пекін 2008  | скит       | 15    |

## Особисте життя
За національністю - татарка. За професією - полковник-лейтенант (підполковник) поліції. Земфіра Мефтахетдінова одружена з азербайджанцем. Є одна дочка Регіна і один син.